# Giancarlo Forlani
Giancarlo Forlani (Santo Stefano di Melara, 20 marzo 1925 – Roma, 24 dicembre 2010) è stato un calciatore italiano, di ruolo interno.

## Carriera
Giocò per una stagione in Serie A nell'Udinese, ed in Serie B vestì le maglie di Mantova, Pistoiese, Reggiana, Marzotto Valdagno e Monza.